# Лю Хунюй
Лю Хунюй (кит. 刘宏宇, англ. Liu Hongyu; нар. 11 січня 1975) — китайська легкоатлетка, яка спеціалізувалася на спортивній ходьбі.

## Спортивні досягнення
Учасниця олімпійського зах́оду на 20 кілометрів на Іграх в Сіднеї (2000), де була знята з дистанції за порушення правил ходьби.
Чемпіонка світу з ходьби на 20 кілометрів (1999). Фінішувала 4-ю у ходьбі на 10000 метрів (1997) та 8-ю у ходьбі на 10 кілометрів (1995) на чемпіонатах світу.
Переможниця Кубку світу з ходьби на 20 кілометрів в особистому заліку (1999). Бронзова призерка Кубку світу з ходьби на 10 кілометрів в особистому заліку (1995).
Переможниця Кубків світу з ходьби в командному заліку (1995, 1999). Срібна (1993) та бронзова (1997) призерка Кубків світу з ходьби в командному заліку.
Чемпіонка Азійських ігор з ходьби на 20 кілометрів (1998).
Чемпіонка Китаю з ходьби на 20 кілометрів (1995, 1997).
Ексволодарка вищого світового досягнення з шосейної ходьби на 20 кілометрів — 1:27.30 (1995).